# Туцевич, Вячеслав Болеславович
Вячеслав Болеславович Туцевич (1888—1919) — участник Белого движения на Юге России, полковник Дроздовской артиллерийской бригады.

## Биография
Православный. Из потомственных дворян Волынской губернии. Сын полковника Болеслава Исидоровича Туцевича. Младший брат Георгий (р. 1890) — георгиевский кавалер, проживал в Ленинграде, репрессирован в 1934 году, освобожден в 1945 году.
Среднее образование получил в 1-й Санкт-Петербургской гимназии. В 1909 году окончил Константиновское артиллерийское училище, откуда выпущен был подпоручиком в 26-ю артиллерийскую бригаду. Произведен в поручики 31 августа 1911 года.
В Первую мировую войну вступил в составе 26-й артиллерийской бригады. За боевые отличия награжден всеми орденами до ордена Св. Владимира 4-й степени включительно. Произведен в штабс-капитаны 17 июля 1915 года «за выслугу лет», в капитаны — 5 февраля 1917 года.
С началом Гражданской войны вступил в отряд полковника Дроздовского, формирующийся на Румынском фронте, участвовал в походе Яссы — Дон. По прибытии в Добровольческую армию — командир 1-й легкой батареи. К маю 1919 года полковник Туцевич был назначен командиром 1-й батареи 3-й (Дроздовской) артиллерийской бригады ВСЮР. Командир дроздовских частей генерал-майор Туркул характеризовал полковника Туцевича так:

Бесстрашным и хладнокровным смельчаком был и артиллерийский полковник Туцевич. Вот с кого можно было бы писать образ классического белогвардейца: сухощавый, с тонким лицом, выдержанный, даже парадный со своим белым воротничком и манжетами. В великую войну он был офицером 26-й артиллерийской бригады. Это была законченная фигура офицера императорской армии. Белогвардеец был в его серых, холодных и пристальных глазах, в сухой фигуре, и в ясности его духа, в его джентльменстве, в его неумолимом чувстве долга.
Убит разорвавшимся снарядом собственной батареи 2—3 июня 1919 года при взятии Лозовой: при выстреле снаряд задел телеграфный провод и разорвался над головой полковника Туцевича. Он был похоронен в Екатерининском соборе Екатеринодара рядом с генералом Дроздовским. Во время отступления белых армий к Новороссийску весной 1920 года дроздовцы ворвались в уже оставленный Екатеринодар и вывезли из собора гробы с телами Дроздовского и Туцевича, чтобы не оставлять их красным на поругание. Тела были погружены в Новороссийске на транспорт и перевезены в Крым, где в апреле 1920 тайно перезахоронены в окрестностях Севастополя, предположительно в районе Малахова кургана — в связи с непрочностью положения, под чужими фамилиями. Во время Великой Отечественной войны могилы на упорно оборонявшемся кургане были перерыты воронками от тяжёлых снарядов, и место захоронения уничтожено.
При занятии Харькова частями ВСЮР 25 июня 1919 года дроздовцы захватили советский броневик «Товарищ Артём» и переименовали его в «Полковник Туцевич» в память о Вячеславе Туцевиче.

## Награды
- Орден Святой Анны 4-й ст. с надписью «за храбрость» (ВП 25.01.1915)
- Орден Святого Станислава 2-й ст. с мечами (ВП 4.06.1915)
- Орден Святого Владимира 4-й ст. с мечами и бантом (ВП 24.06.1915)
- Орден Святого Станислава 3-й ст. с мечами и бантом (ВП 15.07.1916)
- Высочайшее благоволение «за отличия в делах против неприятеля» (ВП 26.09.1916)
- Орден Святой Анны 2-й ст. с мечами (ВП 13.11.1916)
- Орден Святой Анны 3-й ст. с мечами и бантом (ПАФ 18.03.1917)